# Our Unwritten Seoul
Our Unwritten Seoul (hangeul : 미지의 서울 ; RR : Mijiui seoul) est une série télévisée sud-coréenne mettant en vedette Park Bo-young, Park Jin-young et Ryu Kyung-soo (en). La série a été diffusée pour la première fois sur tvN le 24 mai 2025 et est diffusée chaque samedi et dimanche à 21h20 (KST). Elle est disponible en streaming sur Netflix.

## Synopsis
La série tourne autour de Yoo Mi-ji et Yoo Mi-rae, deux sœurs jumelles identiques aux personnalités opposées qui échangent leurs vies pour certaines raisons et mènent des vies totalement différentes à travers un mensonge.

## Distribution

### Acteurs principaux
- Park Bo-young : Yoo Mi-ji / Yoo Mi-rae[1]
  - Lee Jae-in : Yoo Mi-ji / Yoo Mi-rae (adolescente)[6]
- Park Jin-young : Lee Ho-soo[1]
  - Park Yoon-ho (ko) : Lee Ho-soo (adolescent)
- Ryu Kyung-soo (en) : Han Se-jin[7]

### Acteurs secondaires

#### Les gens autour de Mi-ji et Mi-rae
- Jang Young-nam (en) : Kim Ok-hee[8]
- Cha Mi-kyung (en) : Kang Wol-soon
- Moon Dong-hyeok (ko) : Song Gyeong-gu
- Yoo Yoo-jin : Park Ji-yoon

#### Les gens autour de Lee Ho-soo
- Im Chul-soo (en) : Lee Chung-goo[9]
- Kim Sun-young (en) : Yeom Beon-hong[10]
- Shin Jeong-won : Hwang Ji-soo

#### Les personnels de la Korea Financial Management Corporation
- Jeong Seung-gil (ko) : Choi Tae-gwan
- Lee Si-hoon (ko) : Shin Gyeong-min
- Go Ae-ri : Ahn Mi-jung
- Yang Dae-hyeok (ko) : Hwang Yun-ho
- Sim So-young (ko) : Lee Hyo-kyung
- Hong Sung-won : Kim Tae-yi
- Park Ye-young (en) : Kim Soo-yeon

#### Autres
- Jung Eun-pyo (en) : Jo Myeong-gap
- Kim Kyung-duk : Kong Il-nam

### Apparitions exceptionnelles
- Kim Joo-hun (en) : le père de Ho-soo[11]

## Production

### Développement
Park Shin-woo, qui a réalisé Lovestruck in the City (en) (2020–2021), a été engagé comme réalisateur, et Lee Kang de Youth of May (en) (2021) a été annoncée comme scénariste en décembre 2024. La série a été planifiée par Studio Dragon et coproduite par Monster Union, Higround et Next Scene. La scénariste Kang a partagé qu'elle avait écrit la série pour raconter « des histoires de personnes qui semblent aller bien extérieurement mais qui vacillent déjà et sont épuisées intérieurement. » Elle a imaginé combien ce serait agréable si une personne qui lui ressemblait exactement pouvait la remplacer, tout en se demandant si la vie de sa jumelle serait plus paisible que la sienne. Elle a ainsi décidé d’écrire sur deux sœurs jumelles échangeant leurs vies.

### Distribution
Le 25 juillet 2024, Newsen a rapporté que Park Bo-young avait reçu une offre pour la série, et Ten Asia a confirmé sa participation le même jour. Le 26 septembre, BH Entertainment a indiqué à Newsen que Park Jin-young envisageait ce drama comme son prochain projet après sa sortie de l’armée. Le 8 octobre, News 1 a rapporté que Ryu Kyung-soo avait rejoint la série en tant que l’un des rôles principaux. Le 3 décembre, la participation de Park Bo-young et Jin-young a été confirmée.

### Tournage
Le tournage principal a débuté à la fin de l’année 2024.

### Fiche technique
- Titre original : 미지의 서울
- Titre international : Our Unwritten Seoul
- Autres titres francophones : Nouvelle page à Séoul
- Réalisation : Park Shin-woo (ko)
- Scénario : Lee Kang
- Musique : Nam Hye-seung[2]
- Sociétés de production : Monster Union, Higround (ko), Next Scene
- Sociétés de distribution : tvN (Corée du Sud)
- Pays de production :  Corée du Sud
- Langue originale : Coréen
- Format : Série télévisée
- Genre : Drame romantique[1]
- Nombre de saisons : 1
- Nombre d'épisodes : 12
- Durée : 70 minutes[3]
- Dates de première diffusion :
  - Corée du Sud : 24 mai 2025 sur tvN

### Traductions
- (en) Cet article est partiellement ou en totalité issu de l’article de Wikipédia en anglais intitulé « Our Unwritten Seoul » (voir la liste des auteurs).

### Sources
1. 1 2 3 4 5  (ko) 이미영, « 박보영, '미지의 서울'서 데뷔 첫 1인2역 도전…박진영과 호흡 », sur 조이뉴스24 (consulté le 25 juin 2025)
2. 1 2  (ko) « 최유리→10CM·홍이삭, ‘미지의 서울’ OST 라인업 공개 », sur m.entertain.naver.com (consulté le 25 juin 2025)
3. 1 2  « WATCH CJ ENM », sur watch.cjenm.com (consulté le 25 juin 2025)
4. ↑  (ko) « 박보영, 삶 바꿔 사는 쌍둥이 된다‥첫 금발로 1인4역 도전(미지의 서울) », sur m.entertain.naver.com (consulté le 25 juin 2025)
5. ↑  (en) Bernardo Jae-hwa, « "Park Bo-young's 'Our Unwritten Seoul' coming to Netflix in May" » (consulté le 25 juin 2025)
6. ↑  (ko) « 이재인, tvN ‘미지의 서울’서 1인 2역 도전 », sur 브릿지경제 (consulté le 25 juin 2025)
7. 1 2 3  (ko) « [단독] 류경수 '미지의 서울' 주연 합류…박보영·박진영과 로코 », sur m.entertain.naver.com (consulté le 25 juin 2025)
8. ↑  (ko) 스타뉴스, « '백수' 박보영, 母 잔소리에.."죽으면 죽었지 언니에 짐 안 된다" 허세 [미지의서울] », sur 스타뉴스,‎ 24 mai 2025 (consulté le 25 juin 2025)
9. ↑  (ko) « 배우 임철수, tvN '미지의 서울' 변호사 변신 », sur m.entertain.naver.com (consulté le 25 juin 2025)
10. ↑  (ko) « 김선영, '미지의 서울' 합류…박진영 엄마 된다 », sur m.entertain.naver.com (consulté le 25 juin 2025)
11. ↑  (ko) « 김주헌, '미지의 서울' 특별출연…묵직한 여운 예고 », sur 엑스포츠뉴스,‎ 5 juin 2025 (consulté le 25 juin 2025)
12. ↑  (ko) « 박보영·박진영 ‘미지의 서울’, 내년 상반기 tvN 첫 방송 [공식] », sur m.entertain.naver.com (consulté le 25 juin 2025)
13. 1 2  (ko) « ‘미지의 서울’ 박보영, 1인 4역 도전…”사랑스러움, 즐겁게 느낄 것” », sur m.entertain.naver.com (consulté le 25 juin 2025)
14. ↑  (ko) « 박보영 측 “‘미지의 서울’ 출연 제안 받고 긍정 검토 중” », sur m.entertain.naver.com (consulté le 25 juin 2025)
15. ↑  (ko) « [단독] 박보영, 쌍둥이 1인2역 변신…'미지의 서울' 캐스팅 », sur m.entertain.naver.com (consulté le 25 juin 2025)
16. ↑  (ko) « ‘11월 전역’ 박진영, 박보영의 남자 되나 “‘미지의 서울’ 긍정 검토” », sur m.entertain.naver.com (consulté le 25 juin 2025)